# Bačko Petrovo Selo
Bačko Petrovo Selo (ćir.: Бачко Петрово Село, mađ.: Péterréve) je naselje u općini Bečej u Južnobačkom okrugu u Vojvodini.

## Stanovništvo
U naselju Bačko Petrovo Selo živi 7.318 stanovnika, od toga 5.808 punoljetna stanovnika, a prosječna starost stanovništva iznosi 40,5 godina (38,6 kod muškaraca i 42,4 kod žena). U naselju ima 2.877 domaćinstava a prosječan broj članova po domaćinstvu je 2,53.
Prema popisu stanovništva iz 1991. godine u naselju je živjelo 7.958 stanovnika.
| Etnički sastav 2002. |            |        |
| Narod                | Stanovnika | %      |
| Mađari               | 5.175      | 70,71% |
| Srbi                 | 1.567      | 21,41% |
| Romi                 | 243        | 3,32%  |
| Jugoslaveni          | 80         | 1,09%  |
| Hrvati               | 30         | 0,40%  |
| Slovaci              | 7          | 0,09%  |
| Albanci              | 5          | 0,06%  |
| Nijemci              | 4          | 0,05%  |
| Slovenci             | 3          | 0,04%  |
| ostali               | 6          | 0,7%   |
| nepoznato            | 69         | 0,94%  |

| broj stanovnika | 10224 | 10616 | 10410 | 9645  | 8959  | 7958  | 7318  |
|                 | 1948. | 1953. | 1961. | 1971. | 1981. | 1991. | 2001. |

## Galerija
- Centar sela s Katoličkom crkvom
- Zalazak sunca nad Bačkim Petrovim Selom

## Vanjske poveznice
- Karte, udaljenonosti, vremenska prognoza  Arhivirana inačica izvorne stranice od 17. srpnja 2009. (Wayback Machine)
- Satelitska snimka naselja